# Outil de conception d'une aide en ligne
Pour les articles homonymes, voir HAT.
Un Outil de conception d'une aide en ligne (en anglais, help authoring tool ou HAT) est un logiciel utilisé pour créer des manuels d'aide en ligne.

## Fonctions
Les fonctions basiques d'un outil de conception d'une aide en ligne peuvent être divisées en plusieurs catégories.

## Principaux outils
- Adobe RoboHelp
- Author-it
- chm2web payant.
- ClickHelp payant
- Doc-To-Help payant
- DocArchitector
- Dr.Explain payant
- FAR
- Helllp
- Help & Manual payant.
- Help&Web gratuit pour les particuliers.
- Help Generator payant.
- HelpConsole 2008 (ExtremeEase software)
- HelpNDoc gratuit pour les particuliers.
- HelpScribble
- HelpServer
- HelpSmith
- HelpTron
- HyperText Studio
- Macrobject Word-2-CHM
- Macrobject Word-2-Web
- MadCap Flare
- Mif2Go
- WinCHM
- Sandcastle libre.
- Innovasys Help Studio